# Doubletime
Doubletime (auch Double-Time oder Doublebeat) ist eine in der Musik allgemein übliche Bezeichnung für eine Passage, die mit doppelter Geschwindigkeit gespielt wird. Das Gegenteil der Doubletime ist die Halftime, bei der mit halbierter Geschwindigkeit gespielt wird.

## Doubletime im Jazz/Rock/Pop

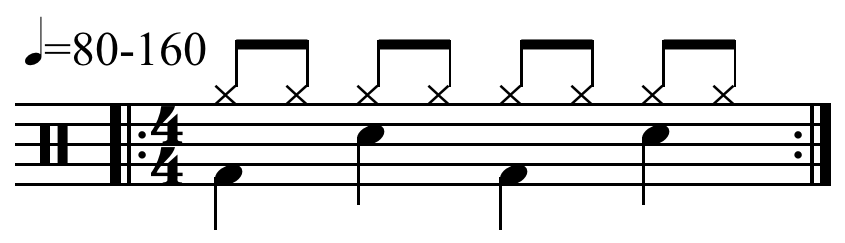
Rhythmusmuster

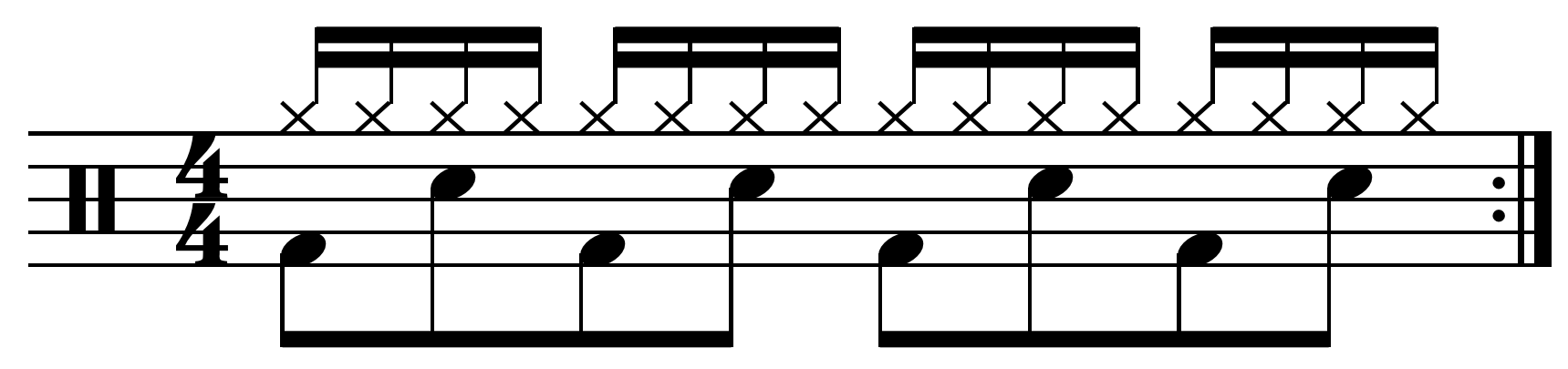
Derselbe Rhythmus in Doubletime

Im Jazz, Rock und Pop bezeichnet die Doubletime eine verdoppelte Geschwindigkeit des Grundschlages (Beats). Dabei ändert sich das Tempo nicht, sondern das Rhythmusmuster wird innerhalb seiner Taktstruktur verdoppelt, indem entsprechend kürzere Notenwerte eingesetzt werden. Der Fortschritt der Harmonik, die Akkordwechsel, bleibt in der gleichen Geschwindigkeit. Der Wechsel zur Doubletime geschieht abgesprochen oder spontan unter den Musikern, ist also nicht notiert, und richtet sich besonders in Improvisationsteilen des Stückes nach dem Charakter der Improvisation. Meist wird die Geschwindigkeit am Anfang einer Form verdoppelt, es kann aber auch mitten im Stück geschehen, indem ein Musiker, meist der Solist, es vorgibt und die anderen folgen. Nach einigen Durchläufen der Form wird oft wieder die ursprüngliche Geschwindigkeit übernommen. Durchkomponierte Musik greift auf Doubletime weniger zurück als improvisierte.

## Doubletime im Rap
In der Rapmusik hat die Doubletime nicht die doppelte Geschwindigkeit der normalen Passagen, sie wird mit 1,5-fachem Tempo vorgetragen. Die doppelte Geschwindigkeit ist erst bei der sogenannten Tripletime vorzufinden. Die Namen erscheinen hier irreführend.
Beispiele bekannter Rapper, die sowohl Doubletime als auch Tripletime beherrschen, sind Tech N9ne und Twista. In Deutschland sind Kollegah, Sun Diego und Punch Arogunz Beispiele dafür.